# Boezembarakken
De quarantaine-inrichting Boezembarakken (1929 - 1971)  was een noodziekenhuis, gelegen aan de Boezembocht in de wijk Crooswijk te Rotterdam.
De barakken werden gebouwd op 18 december 1929 en in gebruik genomen als dependance van het Coolsingelziekenhuis te Rotterdam (centrum).
De Boezembarakken stonden opgesteld in de vorm van portakabins met veel glas. Om toegang te krijgen tot dit noodziekenhuis moest men over een brug, de naam was "Barakkenbrug" over de Boezem, deze leidde naar de barakken waar de patiënten met besmettelijke ziekten werden verpleegd (zoals tuberculose en pokken).
Buiten onder een afdak konden de bedden worden opgesteld, alwaar met mooi weer de patiënten konden vertoeven.
De Gemeente Rotterdam besloot tot oprichting van de Boezembarakken vanwege een alastrim-epidemie (een goedaardige soort pokken). Er werd massaal gevaccineerd (325.000 mensen) uit veiligheidsoverwegingen werden er 96 mensen opgenomen in de Boezembarakken. Later bleek dat er in Rotterdam geen epidemie was uitgebroken.
Tijdens de Tweede Wereldoorlog vorderde de bezetter een deel van de boezembarakken als verblijf- en vermaakscentrum voor Duitse soldaten. De dames die er na de Duitse capitulatie werden aangetroffen hadden als verklaring voor hun aanwezigheid dat de Boezembarakken ook werden gebruikt voor mensen met geslachtsziekten. Bijvoorbeeld in 1941 was er een hele zaal vol met prostituees die door de Duitse militaire politie waren opgepakt en een gedwongen behandeling moesten ondergaan. Deze dames noemden die speciale barak ook wel "de druiperbar".
In Rotterdam werd in 1960 het Dijkzigtziekenhuis gebouwd, begin jaren 70 werden de Boezembarakken afgebroken. De Barakkenbrug is er overigens nog steeds en op de plaats van de Boezembarakken is nu een industrieterrein.
Daniel den Hoedkliniek ·
Erasmus MC ·
Havenziekenhuis ·
IJsselland Ziekenhuis ·
Ikazia Ziekenhuis ·
Maasstad Ziekenhuis ·
Oogziekenhuis ·
Spijkenisse Medisch Centrum ·
Franciscus Gasthuis ·
Sophia Kinderziekenhuis ·
Franciscus Vlietland

Voormalige ziekenhuizen:
Bergwegziekenhuis ·
Bethesdaziekenhuis ·
Boezembarakken · 
Coolsingelziekenhuis ·
Eudokiaziekenhuis ·
Ruwaard van Putten Ziekenhuis ·
Sint Clara Ziekenhuis ·
Van Dam-Ziekenhuis ·
Zuiderziekenhuis